# Trois-Palis

Trois-Palis este o comună în departamentul Charente, Franța. În 1 ianuarie 2022 avea o populație de 940 de locuitori.